# Джон (ураган, 2024)
Ураган «Джон» (англ. Hurricane John) — мощный ураган 3 категории, который вызвал смертоносные наводнения на юге Мексики в сентябре 2024 года. Одиннадцатый названный шторм, четвёртый ураган и второй крупный ураган сезона ураганов в Тихом океане 2024 года.
Ураган вызвал сильные ветры, значительные наводнения и многочисленные оползни на большей части прибрежной юго-западной Мексики. В общей сложности выпало 950 мм (37 дюймов) осадков в некоторых частях Герреро. Более 98 000 человек остались без электричества в Оахаке. По состоянию на 28 сентября было зарегистрировано двадцать девять смертей.

## Метеорологическая история

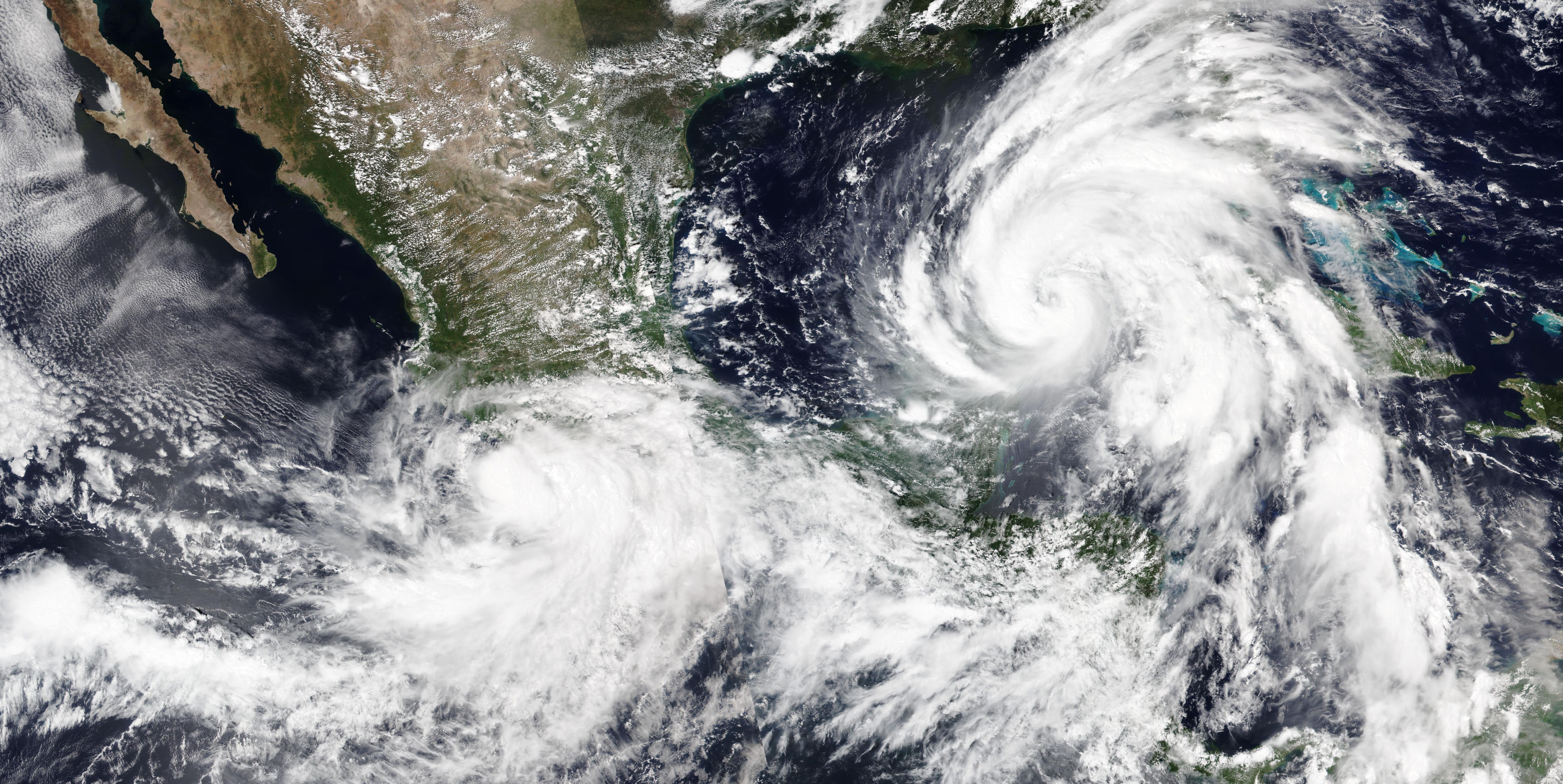
Ураган Хелен и Тропический шторм Джон

## Последствия
По меньшей мере 29 человек погибли в результате шторма: 23 в Герреро, 5 в Оахаке и 1 в Мичоакане. Губернатор Герреро Эвелин Сальгадо сообщила о двух смертях, вызванных оползнем в муниципалитете Тлакоачистлауака. Кроме того, 70-летняя женщина погибла в Малиналтепеке, когда оползень обрушился на её дом. Джон обрушил 1442 мм (56,8 дюйма) осадков в некоторых частях Герреро, что в пять раз больше, чем во время прохождения Отиса в предыдущем году; 19 районов остались полностью под водой, и более 2000 домов были затоплены. Районы вдоль побережья подверглись оползням, а жестяные крыши были сорваны с нескольких домов. Более 250 мм (10 дюймов) осадков выпало в некоторых частях Герреро и Оахаки в течение первых нескольких часов после выхода Джона на берег. Более 98 000 человек остались без электричества в Оахаке, где 18 000 военнослужащих и государственных служащих были развернуты для оказания помощи в операциях по ликвидации последствий чрезвычайной ситуации. Проливные дожди также прошли в соседних штатах Чьяпас, Веракрус, Мичоакан и Пуэбла. Годовая норма осадков выпала в течение нескольких дней в некоторых частях юго-западной Мексики. По меньшей мере 80 оползней произошло в Оахаке, отрезав дороги и населенные пункты штата. 13 ресторанов обрушились в Акапулько.
Президент Торговой палаты, сферы услуг и туризма Акапулько Алехандро Мартинес Сидней заявил, что убытки от урагана «Джон» в Герреро оцениваются в 1-1,5 млрд мексиканских песо (50,8-76,3 млн долларов США). По данным страховой компании Gallagher Re, общие убытки по состоянию на октябрь 2024 года оцениваются в 1 млрд долларов США. После шторма мексиканские ВМС активировали план DN-III-E — план ликвидации последствий стихийных бедствий и спасательных работ, в рамках которого для оказания помощи жителям, пострадавшим от урагана «Джон», было задействовано 25 000 военных подразделений.